# Civil Rights Act de 1968
Voting Rights Act de 1965

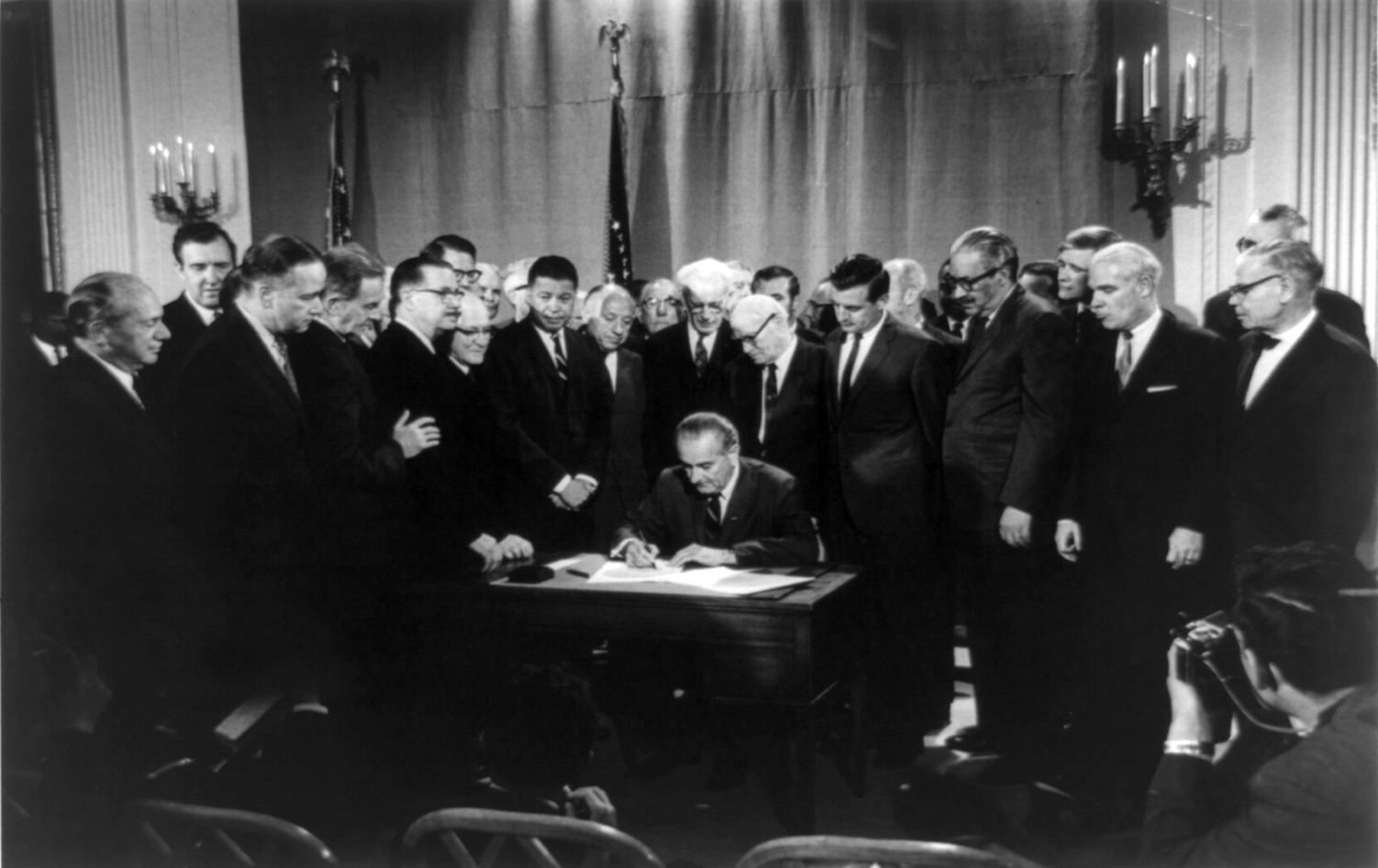
Le président Johnson signe le Civil Rights Act de 1968.

Le Civil Rights Act de 1968 est une loi historique aux États-Unis signée par le président Lyndon B. Johnson lors des émeutes survenues après l'assassinat de Martin Luther King. Avec les Civil Rights Act de 1964 et le Voting Rights Act de 1965, il est le dernier dispositif mettant fin aux discriminations fondée sur la race, la religion ou l'origine ethnique aux États-Unis.

## Présentation générale
Les titres II à VII du Civil Rights Act de 1968 comprennent l'Indian Civil Rights Act, qui applique aux tribus amérindiennes des États-Unis beaucoup – mais pas toutes – des garanties de la Déclaration des droits applicables au sein des tribus,. Cette loi apparaît aujourd'hui au titre 25, articles 1301 à 1303 du Code des États-Unis.
Les titres VIII à IX sont communément connus sous le nom de Fair Housing Act (FHA),,, et sont censés faire suite au Civil Rights Act de 1964 (il s'agit d'une législation différente du Housing and Urban Development Act de 1968, qui a élargi le financement des programmes du logement). Bien que le Civil Rights Act de 1866, interdise la discrimination pour le logement, il n'y avait aucune disposition fédérale d'application. La loi de 1968 élargit les lois antérieures et interdit la discrimination concernant la vente, la location et le financement de logements fondée sur la race, la religion, l'origine nationale et à partir de 1974, le sexe. Depuis 1988, la loi protège les personnes handicapées et les familles avec enfants. Les femmes enceintes sont également protégées contre la discrimination illégale car elles obtiennent un statut familial avec leur enfant à naître considéré comme l'autre membre de la famille. Les victimes de discrimination peuvent utiliser à la fois la cette loi et l'article 1983 de la loi de 1866 pour demander réparation. La loi de 1968 prévoit des solutions fédérales tandis que la loi de 1866 prévoit des solutions privées (c'est-à-dire des poursuites civiles). La loi a également érigé en crime fédéral « par la force ou la menace de force, blesser, intimider ou interférer avec quiconque... en raison de sa race, de sa couleur, de sa religion ou de son origine nationale, de son handicap ou de sa situation familiale ».
Le titre X, communément appelé Anti Riot Act,, criminalise le fait de « se déplacer entre les États... avec l'intention d'inciter, de promouvoir, d'encourager, de participer ou de poursuivre une émeute ». Cette disposition a été critiquée pour « assimiler la protestation politique organisée à la violence organisée ».

## Contexte
Le Civil Rights Act de 1866 déclare que toutes les personnes nées aux États-Unis sont des citoyens. Cela signifie qu'ils peuvent louer, détenir, vendre et acheter une propriété. Il était destiné à aider les anciens esclaves et ceux qui refusaient d'accorder les nouveaux droits aux anciens esclaves étaient coupables et punissables en vertu de la loi. La sanction était une amende de 1 000 $ ou un maximum d'un an de prison. La loi de 1866 n'a fourni aucun moyen de faire appliquer les dispositions.
Un autre élan pour la loi est venu du Chicago Open Housing Movement en 1966. Le Rumford Fair Housing Act de Californie en 1963, qui avait été soutenu par la NAACP et le CORE, est également influent, de même que les campagnes de Fair housing de Milwaukee de 1967 menées par James Groppi (en) et le NAACP Youth Council (en),. Le sénateur Walter Mondale plaide pour le projet de loi au Congrès, mais note qu'au cours des années, un projet de loi fédéral sur le fair housing est devenu la législation la plus obstruée de l'histoire des États-Unis. La plupart des sénateurs du Nord et du Sud s'y sont opposés, ainsi que la National Association of Real Estate Boards. Un projet de « Civil Rights Act of 1966 » échoue en raison de sa disposition en matière de fair housing. Deux développements relancent le projet de loi. Le rapport de la Commission Kerner sur les émeutes de 1967 recommandent fortement « une loi fédérale sur le logement complète et applicable », et fut régulièrement cité par les membres du Congrès plaidant pour la législation. La percée finale survient avec l'assassinat le 4 avril 1968 de Martin Luther King et les troubles à travers le pays qui se déclarent par la suite,. Le 5 avril, Johnson écrit une lettre à la Chambre des représentants des États-Unis pour demander l'adoption du Fair Housing Act. Le Rules Committee, « secoué par les troubles répétés pratiquement à l'extérieur de sa porte », met fin à ses audiences le 8 avril. Avec l'attention nouvellement urgente du directeur législatif Joseph Califano et du président démocrate de la Chambre John McCormack, le projet de loi (qui était auparavant bloqué) est largement adopté par la Chambre le 10 avril.

## Adoption
Le projet de loi H.R. 2516 est adopté par le 90e Congrès des États-Unis et signé par le 36e président des États-Unis, Lyndon B. Johnson, le 11 avril 1968.

## Application
Le Fair Housing Act a été renforcé depuis son adoption en 1968, mais son application continue de préoccuper. Selon une évaluation de 2010 par le Government Accountability Office, l'application est particulièrement incohérente et incompatible avec les juridictions locales.

## Lectures complémentaires

### Livres
- The Indian Civil Rights Act at Forty, UCLA American Indian Studies Center, 2012 (ISBN 9780935626674)
- Raymond J. Celada, The Civil Rights Act of 1968: Background and Title-By-Title Analysis, Library of Congress, Congressional Research Service, 1968 (OCLC 312627081)
- Nikole Hannah-Jones, Living Apart: How the Government Betrayed a Landmark Civil Rights Law, Open Road Media, 2012 (ISBN 9781453254448, lire en ligne)
- Hugh Davis Graham, The Civil Rights Era: Origins and Development of National Policy, 1960-1972, Oxford University Press, 1990 (ISBN 9780195045314, lire en ligne)
- James C. Harvey, Black Civil Rights During the Johnson Administration, University Press of Mississippi, 1973, 1973 (ISBN 9780878050215)
- Human Rights Violations In The United States, American Civil Liberties Union, Human Rights Watch, 1993 (ISBN 1564321223, lire en ligne)
- Indiana University School of Law--Indianapolis, Symposium, the Fair Housing Act after 40 Years: Continuing the Mission to Eliminate Housing Discrimination and Segregation, Indiana University, School of Law, 2008
- Douglas S. Massey et Nancy A. Denton, American Apartheid: Segregation and the Making of the Underclass, Harvard University Press, 2003 (1re éd. 1993) (ISBN 9780674018211, lire en ligne)
- Richard H. Sander, Moving toward Integration: The Past and Future of Fair Housing, Harvard University Press, 2018 (ISBN 9780674919877, lire en ligne)
- Robert G. Schwemm, The Fair Housing Act after Twenty Years, Yale Law School, 1989
- Gregory D. Squires, From Redlining to Reinvestment: Community Responses to Urban Disinvestment, Temple University Press, 1992 (ISBN 9781439901656, lire en ligne)
- Gregory D. Squires, The Fight for Fair Housing: Causes, Consequences, and Future Implications of the 1968 Federal Fair Housing Act, Routledge, 2017 (ISBN 9781134822874, lire en ligne)
- John R. Wunder, The Indian Bill of Rights, 1968, Taylor & Francis, 1996 (ISBN 9780815324874, lire en ligne)

### Articles
- Yoji Cole, « Racial Steering? Black Family Says They Were Kept Out of Gross Pointe », Diversity Inc Magazine, Diversity Inc.,‎ 2 février 2007 (lire en ligne, consulté le 21 avril 2008)
- Kristyn Hartman, « Major Realty Firm Accused Of Racial Discrimination », CBS2Chicago,‎ 22 août 2006 (lire en ligne, consulté le 26 avril 2008)
- Henderson, « Race Matters: The Folks Next Door », Reviews in American History, vol. 29, no 1,‎ 2001, p. 119–125 (DOI 10.1353/rah.2001.0008)
- « The Indian Bill of Rights and the Constitutional Status of Tribal Governments », Harvard Law Review, vol. 82, no 6,‎ avril 1969, p. 1343–1373 (DOI 10.2307/1339250)
- Massey, Douglass. "Discrimination raciale dans le logement: une cible mouvante." Problèmes sociaux 52 (2005): 148-151.
- Janny Scott, « Report Alleges Bias by a Real Estate Giant », The New York Times,‎ 11 octobre 2006 (lire en ligne, consulté le 23 avril 2008)
- Williams, Richard, Reynold Nesiba et Eileen Diaz McConnell. "Le nouveau visage de l'inégalité dans les prêts hypothécaires à domicile." Problèmes sociaux 52 (2005): 181-207.